# تعلم لحني
التعلم اللحني هو أحد أساليب التعلم يتضمن الجمع بين الموسيقى وبين الصور المرئية في عملية التعلم. ويشير مصطلح التعلم اللحني إلى الاستخدام المتزامن للتعلم التقليدي متعدد الطرق/متعدد الحواس؛ حيث تعمل الوسائط السمعية والحركية على تجسيد العناصر الإيقاعية والنغمية البارزة.
ويمكن تطبيق التعلم اللحني على العديد من فروع العلوم المختلفة، والتي من بينها تعلم اللغات الأجنبية، والقراءة، والمفردات، والرياضيات, والتاريخ والدراسات الاجتماعية. وبهذا، يعمل التعلم اللحني على زيادة فرصة استمرار التعلم من خلال تجسيد المعلومات المطلوبة بطريقة أعمق في القشرة المخية.

## نظرية التعلم متعدد الوسائط
يمزج التعليم اللحني بين اللحن والصور المرئية في إطار تحسين سبل التعلم. ويعتبر التعلم اللحني امتدادًا لنظرية التعلم متعدد الوسائط حيث أنه يركز على وجه التحديد على دمج الموسيقى في عملية التعلم. ويشير الباحثون إلى أن تعدد أنواع الوسائط له آثاره الإيجابية على المتعلم، ومع ذلك يمكن للتعلم متعدد الوسائط أن يضم معنيين فقط، بينما يبحث التعلم اللحني في كيفية عمل الموسيقى على دمج التعلم بطريقة أعمق في الدماغ البشري.
تعد العلوم العصبية المعنية بدراسة كيف تؤثر الموسيقى على عملية التعلم مجالًا بحثيًا جديدًا نسبيًا. فتعتبر الموسيقى جزءًا من كل ثقافة عرفها الإنسان حاليًا بما في ذلك الثقافات التي كانت موجودة في الماضي البعيد جدًا. وفي إطار ذلك، يتضمن بحث دكتور باتل ربط الموسيقى بمجال اللغويات, في مراحل التعلم المبكرة، وبتعلم اللغات، وكذلك بتعلم القراءة والكتابة.
وتعمل الموسيقى على إشراك كافة وظائف المخ التالية:
- العاطفة
- الذاكرة
- التعلم والمرونة
- انتباه
- التحكم في الحركة
- إدراك الأنماط
- التصور

انظر أيضًا كيف تؤثر الموسيقى علينا وكيف تعزز الصحة 

## وسائل متعددة
يعد التعلم من خلال متابعة سلسلة شارع السمسم على شاشة التلفاز أحد الأمثلة على التعلم اللحني. فمن خلال متابعة حلقات شارع السمسم، يتعرض الأطفال الصغار لعمليات تعلم القراءة والكتابة وتقوية أنفسهم من خلال القصائد، والجلاجل، والأناشيد، وألعاب الكلمات وإنشاد الأغاني. ويتم تضمين العديد من مبادئ تعلم القراءة والكتابة كذلك. ويعد استخدام القافية والغناء من التفاعلات متعددة الوسائط عالية المستوى الخاصة بالأنماط المرئية السمعية/الأذنية والحركية. ؛ حيث تسهم المعالجة بالإيقاع والنغمات كذلك في نجاح عملية التعلم هذه.
نط الحبل يعد مثالاً آخر على التعلم اللحني؛ حيث تتكامل العناصر النغمية والإيقاعية والسمعية والبصرية معًا بينما يقوم الأطفال بالغناء وتنظيم الشعر المقفى. كذلك، تمثل حركة الحبل العنصر الحركي الذي يسهم في تعزيز العملية. وهذا يفسر لماذا يتعلم العديد من الأطفال إيقاعات نط الحبل أسرع وحفظها لفترة أطول مما يفعلون بالنسبة للعديد من دروسهم المدرسية.
وتؤثر المجموعة المكونة من خمسة أساليب محددة أو أنماط للتعلم على الطريقة التي يتعلم بها الأطفال أثناء لعبهم أو أثناء مشاهدتهم لحلقات شارع السمسم أو أثناء نط الحبل:
- نمط سمعي - يردد الطفل المحتويات السمعية ويسمعها ويعالجها عندما يستمع إلى شخصية قرقور وهو يغني أغنية في حلقات شارع السمسم.
- نمط بصري – يرى الطفل صور قرقور والأغاني التي يغنيها ويقوم بمعالجتها.
- التعلم الحركي– في هذا النوع، يقوم الطفل بتمثيل الرسوم المتحركة، ويقوم بالغناء غالبًا، أثناء دراسة المحتويات السمعية والبصرية الواردة في أغنية قرقور.
- النمط الإيقاعي - بينما يتم عزف اللحن والعزف الموسيقي المصاحب للأغنية، عندها يشعر الطفل بكل من إيقاع الأغنية وكذلك إيقاع اللغة أيضًا. وقد يؤدي هذا الشعور بالإيقاع إلى القيام ببعض الحركات.
- النمط النغمي – يشعر الطفل بإيقاع الموسيقى (الإيقاع) وغالبًا ما ينخرط في الغناء على إثر ذلك. يساعد الغناء الأطفال في تعديل النغمة حيث تحاول الطبقة اتباع تناغم اللحن. وبالتالي، تعمل النغمة أو طبقة الصوت على نقل المعنى الوارد في الأغنية.

يثمر الدمج بين تلك الأساليب عن نتائج في التعلم تتميز بعمق أكبر وقابلة للقياس على نحو دائم، كما يمكنها الإسراع في عملية التعلم، وبخاصة بالنسبة للمتعلمين الذين يواجهون صعوبة في التعلم.
انظر أيضًا نموذج فاك/فارك فليمنج 

انظر أيضًا أنماط التعلم

## دليل علم الأعصاب
تتمثل إحدى مزايا جودة التعليم اللحني في قدرته على الاستفادة من الاتصال الحادث بين الموسيقى والدماغ. وتعمل الموسيقى على إشراك كافة وظائف المخ التالية:
- العاطفة
- الذاكرة
- التعلم والمرونة
- انتباه
- التحكم في الحركة
- إدراك الأنماط (النظرية الحركية لإدراك الكلام)
- التصور

يتم تمثيل إحدى السمات الأساسية للإيقاعات الموسيقية من خلال أنماط زمنية دورية. وحيث أنه لا توجد أنواع أخرى يمكنها الانتقال إلى إيقاع ما، بالتالي قد تصبح القدرة على القيام بذلك أكثر تعقيدًا مما تبدو عليه. فيتوقع المستمع ما سيأتي بعد ذلك في المقطوعة الموسيقية، ويتبين ذلك من خلال استخدام استجابات مرنة للانتقال أسرع أو أبطأ بناءً على الجزء/الإيقاع المختلف من الموسيقى.

## معلومات تاريخية
ترمز المقطوعة الموسيقية الارتجالية إلى جزء من أغنية تتردد بشكل مستمر في ذهن الشخص. وحديثًا في عام 2005، اكتشف الباحثون أن المقطوعة الموسيقية المرتجلة محفورة في منطقة القشرة السمعية ويمكن استرجاعها على الفور. ولقد تمكن علماء النفس الصناعيون من الاستفادة من هذا الربط بين الموسيقى والتعلم من خلال إنتاج الأغاني الجذابة لبيع المنتجات. وفي الآونة الأخيرة، كانت المقطوعات الموسيقية الارتجالية تستخدم في الترويج للمنتجات.
تستخدم كافة الحضارات تقريبًا الموسيقى لتبادل المعلومات. فعلى سبيل المثال يستخدم رجال القبائل من السكان الأصليين بـ أستراليا’ الأغاني لوصف المسارات المعقدة للأماكن الهامة بشيء من التفصيل. أما في إفريقيا, فقد كان يتم استخدامالطبول للتواصل فيما بينهم. اعتاد المنشدون المتنقلون وتروبادورمن جميع أنحاء أوروبا على إنشاد بالاد (موسيقى)التي تعيد رواية الأخبار والأنشطة السياسية اليومية. وفي الكنائس والمعابد والمساجد، تعمل الصلوات التي يتلوها المصلون على طبع الكلمات الدينية في الذاكرة. إن العلاقة بين الموسيقى والتعلم تضرب بجذورها داخل المخ. وتعزز الأنماط المختلفة بعضها البعض، مما يتسبب في إحداث تأثير أكبر على التعلم.
يمكن للبالغين والأطفال التعرف على نغمة خاطئة في لحن بسيط. فإذا تم عزف نوتة واحدة فقط من النوتات الخمس البسيطة التي تستهل النشيد الوطني الأمريكي بطريقة غير صحيحة، فيستطيع أولئك الذين سمعوا الأغنية من قبل على الفور اكتشاف الأمر. كذلك، يستطيع الغربيون التعرف على التسلسلات الوترية القياسية بأنها «خاطئة» حتى وإن لم يسمعوها من قبل. وفي إطار ذلك، يربط الباحثون بين ظاهرة إمكانية التعرف على النغمة الخطأ وبين إمكانية التعرف على الكلمة الخطأ (نحويًا) في نفس الجزء من الدماغ، مما يدلل على مدى الترابط بين الموسيقى والكلمات.
انظر أيضًا مقطوعة موسيقية ارتجالية 

انظر أيضًا ميوزيكوفيليا

## كتابات أخرى
- Annals. (2009). Annals of the NY Academy of Science. http://www.nyas.org/publications/annals/default.aspx.
- Baines, L. (2008). A Teacher’s Guide to Multisensory Learning. ASCD. Alexandria, VA.
- Biggs, M., Homan, S., Dedrick, R., Rasinski, T., & Minick, V. (2008). “Using an Interactive Singing Software Program: A Comparative Study of Middle School Struggling Readers”. Reading Psychology. 29:195-2 13.
- Calderone, C., Bennett, S., Homan, S., Dedrick, R., & Chatfield, A. (2009). Reaching the Hard To Reach: A Comparison of Two Reading Interventions with Incarcerated Youth. Middle Grades Research Journal. American Educational Research Association. Vol. 4:61-80.
- Chatwin, B. (1986). Songlines.
- Fleming, N., & Mills. (1992). VARK A Guide to Learning Styles. www.VA RK-learn.com.
- Homan, D.C. (2011). Reframing “Melodic Learning” As a Transformative, Multi-modal Construct. Tampa: University of South Florida, College of Education.
- Homan, D.C. (2011). Melodic Learning: More Torque for the Learning Engine. Tampa: University of South Florida, College of Education.
- Homan, D.C. (2011). Continued Evidence of Positive Effects on FCAT Stoes for a Non-standard Approach to Reading Intervention. Tampa: University of South Florida, College of Education.
- McCall, D. (1973). How a Bill Becomes a Law. Schoolhouse Rock ABC.
- Moffett, J., & Wagner, B. (1991). Student Centered Language Arts. Boston: Houghton-Mifflin.
- Rasinski, T., Homan, S., & Biggs, M. (2009). ”Teaching Reading Fluency to Struggling Readers: Method, Materials, and Evidence”. Reading & Writing Quarterly. 25:192-204.
- Patel, A. (2007). Templeton Essay. UCTV.
- Sacks, O. (2006). "The Power of Music". Brain. 129: 2528-2532
- Saffran, J. Developmental Science 6 (1).
- Saffran, J. R., & Gregory J. G.(2001). Absolute pitch in infant auditory learning: Evidence for developmental reorganization. Developmental Psychology 37 (I): 74-85.
- Thiessen, E. D., & Saffran, J. R. (2009). The Neurosciences and Music III - Disorders and Plasticity. Madison: Waisman Center.
- Truglio, R.T. & Fisch, S.M. (2001). G is for Growing: Thirty Years of Research on Children and Sesame Street. Lawrence Erlbaum, Mahweh, N.J.